# Ruciane-Nida
Ruciane-Nida (Rudczanny-Nieden fino al 1938, Niedersee dal 1938 al 1945) è un comune urbano-rurale polacco del distretto di Pisz, nel voivodato della Varmia-Masuria.
Ricopre una superficie di 357,74 km² e nel 2004 contava 8 619 abitanti.